# Церковь Флора и Лавра у Мясницких ворот
Церковь Флора и Лавра у Мясницких ворот (другое название «в Мясниках») — утраченный православный храм в Москве, располагавшийся у Мясницких ворот Белого города. Построен в 1651—1657 годах на средства прихожан Мясницкой слободы. Снесён в 1934 году.

## История

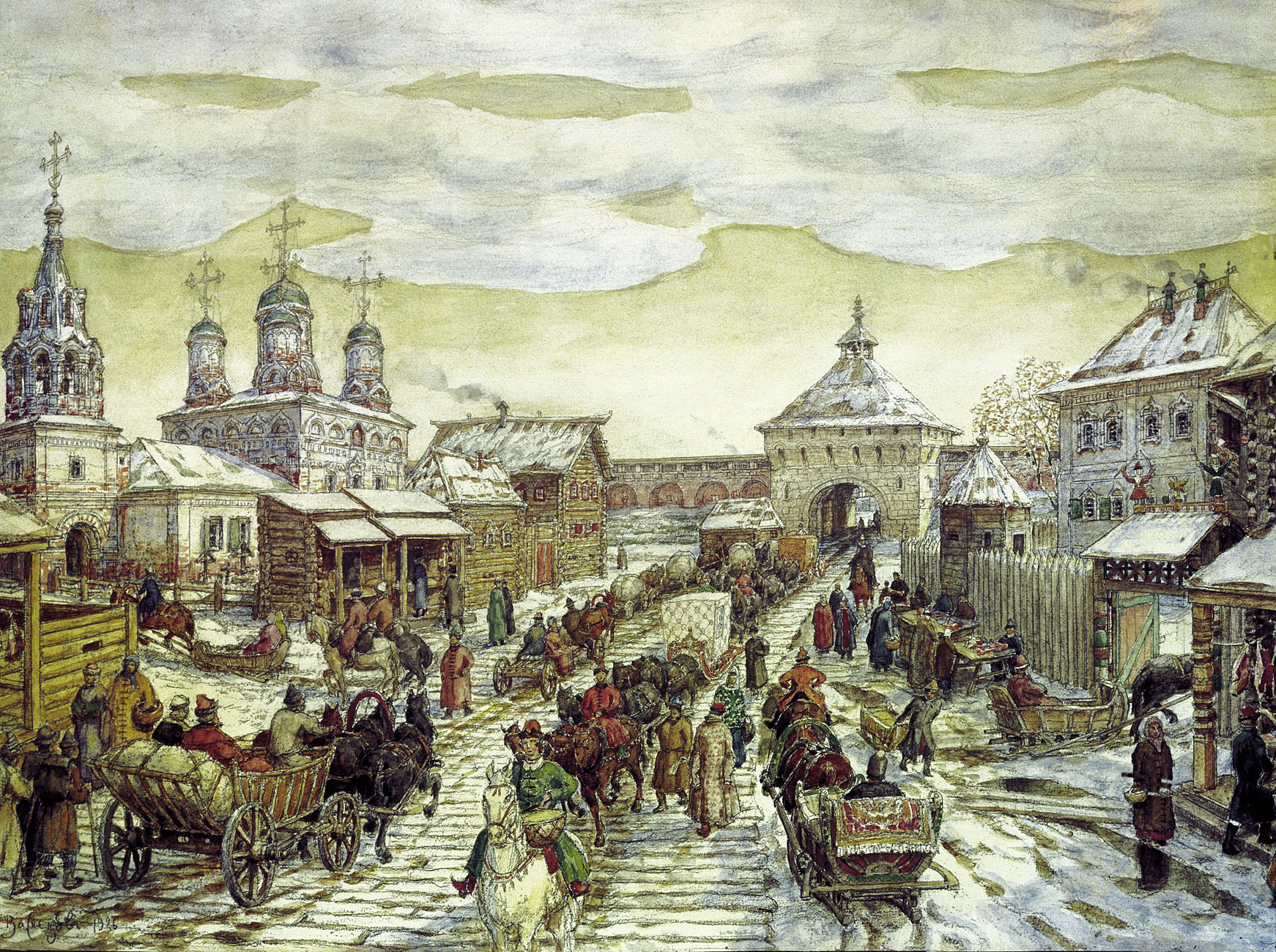
Церковь на картине Аполлинария Васнецова «У Мясницких ворот Белого города в XVII веке»

Церковь построена в 1657 году. В 1658 году царским указом находившиеся рядом Мясницкие ворота Белого города было велено в честь церкви называть Фроловскими, однако в народе это название не прижилось и использовалось только в официальных документах.
В России было поверье, что святые Флор и Лавр покровительствуют лошадям, и всякий человек, имевший отношение к лошадям, стремился в этот день освятить, окропить святой водой своих лошадей. 18 августа в день святых Флора и Лавра к этой церкви стремились все московские извозчики, кучера и конюхи.
Церковь в XVII веке являлась слободским храмом для Мясницкой слободы.
В начале 1930-х годов церковь использовалась для нужд Метростроя. В тот момент место было отдано под шахты. Снесена вместе с прилегающими строениями в 1934 году по окончании строительства вестибюля станции метро «Кировская». «Помню маленькую церквушку Флора и Лавра, её шатровую колокольню, как бы прижавшуюся к ампирным колоннам полукруглого крыла Вхутемаса. Церковка эта вдруг как бы на моих глазах исчезла, превратилась в дощатый барак бетонного завода Метростроя, вечно покрытый слоем зеленоватой цементной пыли», — вспоминал Валентин Катаев в книге «Алмазный мой венец».
Позже на месте церкви была устроена автостоянка. Затем техническая площадка строительства станции метро «Сретенский бульвар». Сейчас на этом месте находится площадь перед входом в театр «Et Cetera».
В 2006 году существовал проект восстановления церкви, поддержанный мэрией Москвы и Московской патриархией, который не был реализован.
В церкви имелся придел Святых апостолов Петра и Павла.